# Pierre Étaix
Pierre Étaix (Roanne, 23 novembre 1928 – Parigi, 14 ottobre 2016) è stato un comico, attore, regista,clown e disegnatore francese.
Fu sposato con Annie Fratellini, per un periodo anche sua partner artistica in un duo clownesco.
Collaborò abitualmente con Jean-Claude Carrière, Georges Sadoul ebbe modo di descriverlo quale comico «eccellente e sottile, buon conoscitore del "classici", sperimentatore discreto» che «dirige, scrive e interpreta i propri film». Tra i classici, è stato scritto, c'è da tenere presente la lezione di Buster Keaton, del quale ci rimane un ritratto eseguito dallo stesso Pierre Étaix nel 1962.
A ventisette anni Pierre Étaix, ancora sconosciuto, entra in contatto con Jacques Tati che stava iniziando a preparare il film Mio zio, un lavoro che dal 1954 si protrarrà fino al 1956. Étaix realizza per Tati migliaia di disegni componendo scenografie, buffe silhouettes, schizzi con appunti di gags, messa a punto dei personaggi. Tali disegni, conservati dall'autore, sono stati pubblicati in un volume pubblicato nel 2007. La collaborazione con Tati è documentata ampiamente nel cortometraggio Pierre Étaix, naturellement realizzato da Odile Étaix, moglie dell'artista.
Nell'ambito della storia del cinema Pierre Etaix, è stato scritto, può essere visto come un discepolo e un erede dei suoi modelli anglosassoni da una parte (Chaplin, Keaton, Langdon, Lloyd, Laurel e Hardy), dall'altra di Jacques Tati che lo avviò alla produzione del cinema  assumendolo come gagman, assistente e figurante in Mon oncle. Stéphane Gaudet su Positif aggiunge ancora che Jacques Tati avrebbe poi ripudiato questo figlio adottivo colpevole senza dubbio ai suoi occhi di aver acquisito troppo presto la sua indipendenza.

## Umorismo
Nell'Enciclopedia Garzanti dello Spettacolo è scritto, in senso positivo, che Pierre Étaix «ha rivelato in proprio un umorismo sottile e patetico (...)». In Cinema di tutto il mondo il termine umorismo patetico, parimenti usato, diviene un limite quando si legge che il «gusto per la battuta, per l'esplicitazione lo costringono a una comicità che non riesce a diventare satira».
Per inquadrare l'opera di Étaix sono importanti le sue connessioni con l'umorismo di costume, in particolare con André François il quale realizza alcuni manifesti di suoi film quali Pays de cocagne,  Yoyo , Io e la donna. Nell'edizione restaurata della sua opera del 2010 dallo Studio 37 si trova un omaggio a Georges Méliès realizzato nel 1988 con il suo video di 4 minuti Le cauchemar de Méliès, remake di Le cauchemar. Nella stessa edizione troviamo poi, al DVD intitolato Pays de cocagne, scelto da Étaix, L'île aux Fleurs di Jorge Furtado, reperibile nel web.

## Il circo
Dopo le stroncature del film Pays de cocagne, definito disonesto, falso e offensivo verso i francesi nella Guida dei film Robert Laffont,  l'attività di Pierre Étaix si orienta esclusivamente verso il circo creando con la moglie Annie Fratellini l' École nationale di cirque. Entrambi appaiono nel film I clowns di Fellini. Dopo gli anni Ottanta Étaix tenta di tornare al cinema e pubblica dei libri di disegni e umoristici.
Nel libro Il sorriso ai piedi della scala di Henry Miller troviamo un testo epistolare rivolto all'amico Pierre Étaix che è una riflessione sul sorriso del clown, definito poeta in azione, alimentato dal pubblico.
Tra le attività di disegnatore vi è anche quella di illustratore.  Nel libro di Pierre Lexert, Le dévoiement et autres nouvelles, i disegni di Pierre Étaix sono introdotti dalle parole dello scrittore e uno di questi, citato come Avion à vapeur, campeggia in copertina.

## Filmografia

### Regista

#### Lungometraggi
- Io e la donna (Le Soupirant) (1962)
- Yoyo (1964)
- Quando c'è la salute (Tant qu'on a la santé) (1966)
- No, no, no, con tua madre non ci sto (Le Grand Amour) (1969)

#### Cortometraggi
- Rupture (1961)
- Heureux Anniversaire (1962)
- Insomnie (1963)
- En pleine forme (1971)
- Le cauchemar de Méliès (1988)

#### Documentari
- Pays de cocagne (1970)

### Attore
- Mio zio (Mon oncle), regia di Jacques Tati (1958)
- Diario di un ladro (Pickpocket), regia di Robert Bresson (1959)
- Tire-au-flanc 62, regia di Claude de Givray (1960)
- Rupture, cortometraggio, regia di Pierre Étaix (1961)
- Le sirene urlano i mitra sparano (Une grosse tête), regia di Claude de Givray (1962)
- Le pèlerinage, cortometraggio, regia di Jean L'Hôte (1962)
- Heureux Anniversaire, cortometraggio, regia di Pierre Étaix (1962)
- Io e la donna (Le Soupirant), regia di Pierre Étaix (1962)
- Insomnie, cortometraggio, regia di Pierre Étaix (1963)
- Yoyo, regia di Pierre Etaix (1964)
- Quando c'è la salute, regia di Pierre Étaix (1966)
- Il ladro di Parigi (Le Voleur), regia di Louis Malle (1967)
- Le Grand Amour, regia di Pierre Étaix (1968)
- I clowns, regia di Federico Fellini (1971)
- En pleine forme, cortometraggio, regia di Pierre Étaix (1971)
- The Day the Clown Cried, regia di Jerry Lewis (1972)
- Max amore mio (Max mon amour), regia di Nagisa Ōshima (1986)
- Pierre Étaix, naturellement, regia di Odile Étaix (2010)
- Chantrapas, regia di Otar Ioseliani (2010)
- Miracolo a Le Havre (Le Havre), regia di Aki Kaurismäki (2011)
- Chant d'hiver, regia di Otar Ioseliani (2015)